# Чумацький шлях у Маріуполі
«Чумацький шлях у Маріуполі» — картина українського художника Архипа Куїнджі (1841/1842–1910), написана в 1875 році. Зберігається в Третьяковській галереї. Розмір картини — 106 × 213 см.
Сюжет картини географічно пов'язаний з Маріуполем, містом, де народився і виріс художник. Його дія розгортається в південних степах України, які молодий Куїнджі проходив на шляху до Феодосії. Чумаками в той час називали торговців або погоничів, які вирушали на волах до Чорного та Азовського морів за рибою та сіллю і розвозили їх по ярмарках, а також займалися доправленням інших товарів. «… Багно непролазне, дорога, мокрі воли й не менш мокрі чуби, мокрий пес, що виє при дорозі на негоду. Все це якось щемить за серце», — писав про цю картину російський письменник Всеволод Гаршин.
Картина «Чумацький шлях у Маріуполі» була показана 1875 року на 4-й виставці Товариства пересувних художніх виставок («передвижників»). Разом з іншими реалістичними картинами художника початку 1870-х, такими як «Осіннє бездоріжжя» (1872) і «Забуте село» (1874), картина «Чумацький тракт в Маріуполі» була схвально сприйнята демократичними виданнями. Цією картиною завершився період зближення Куїнджі з передвижниками, й 1875 року він став повноправним членом Товариства.
Російський письменник Михайло Неведомський, автор біографії Куїнджі, писав про картину «Чумацький тракт в Маріуполі»:
|  | Але схильність до імпресіонізму, до узагальненого трактування позначається тут вже дуже рішуче. Не окремі вози або фігури чумаків, а вся валка, загальний рух цієї темної живий стрічки, що звивається широким степу, захоплює художника. Всі деталі тонуть, підпорядковані загальному враженню степових непогожих сутінків... |